# Bianca Manenti
Bianca Manenti all'anagrafe  Bianca Maria Manenti (...) è un'attrice italiana.

## Biografia
Attrice cinematografica e televisiva italiana dalla metà degli anni '40 fino alla metà degli anni '80.

## Filmografia

### Cinema
- Io sono il Signore Dio tuo, episodio de I dieci comandamenti, regia di Giorgio Walter Chili (1945)
- Faddija - La legge della vendetta, regia di Roberto Bianchi Montero (1950)
- Cavalcata d'eroi, regia di Mario Costa (1950)
- Gli inesorabili, regia di Camillo Mastrocinque (1950)
- Strano appuntamento, regia di Dezső Ákos Hamza (1950)
- Salvate mia figlia, regia di Sergio Corbucci (1951)
- Fanciulle di lusso, regia di Bernard Vorhaus (1952)
- La figlia del reggimento (Die Tochter der Kompanie), regia di Géza von Bolváry, Goffredo Alessandrini e Tullio Covaz (1953)
- Buon viaggio, pover'uomo, regia di Giorgio Pastina (1953)

### Televisione
- Paura per Janet - miniserie TV, episodi 1x5 (1963)
- La paura numero uno, regia di Eduardo De Filippo - film TV (1964)
- La cittadella - miniserie TV, episodi 1x3 (1964)
- Così è (se vi pare), regia di Vittorio Cottafavi - film TV (1964)
- Il giornalino di Gian Burrasca - miniserie TV, episodi 1x1-1x2 (1964)
- Questa sera parla Mark Twain - miniserie TV, episodi 1x5 (1965)
- Scaramouche - miniserie TV, episodi 1x2-1x3 (1965)
- Lo stagno del diavolo, regia di Guglielmo Morandi - film TV (1965)
- Le inchieste del commissario Maigret - serie TV, episodi 1x1-2x2 (1964-1966)
- Quinta colonna - miniserie TV, 4 episodi (1966)
- Caravaggio - miniserie TV, episodi 1x2 (1967)
- Sheridan, squadra omicidi - miniserie TV, episodi 1x3 (1967)
- Non lasciamoli soli, regia di Giuseppe Fina - film TV (1968)
- I ragazzi di padre Tobia - miniserie TV, episodi 1x10 (1969)
- I fratelli Karamazov - miniserie TV, episodi 1x1 (1969)
- Lazarillo - miniserie TV (1970)
- Il segno del comando - miniserie TV, episodi 1x5 (1971)
- I demoni - miniserie TV, episodi 1x3 (1972)
- Le colonne della società, regia di Mario Missiroli - film TV (1972)
- Qui squadra mobile - miniserie TV, episodi 1x3 (1973)
- Ritratto di signora - miniserie TV, episodi 1x1 (1975)
- Delitto Paternò - miniserie TV, episodi 1x1 (1978)
- A torto e a ragione - serie TV, episodi 1x2 (1979)
- Delitto in piazza - miniserie TV, episodi 1x2 (1980)
- Un eroe del nostro tempo - miniserie TV, episodi 1x3 (1982)
- Storia d'amore e d'amicizia - miniserie TV, episodi 1x4 (1982)
- La freccia nel fianco - miniserie TV (1983)
- Un'isola - miniserie TV, episodi 1x1-1x2 (1986)